# Världscupen i nordisk kombination 2010/2011
Världscupen i nordisk kombination 2010/2011 var en internationell tävling i nordisk kombination, som anordnas av FIS. Världscupen inleddes den 26 november 2010 i Kuusamo, Finland. Den avslutades den 12 mars 2011 i Lahtis, Finland

## Resultat
| Datum            | Ort                         | Disciplin            | Etta                                                                 | Tvåa                                                                 | Trea                                                         |
| ---------------- | --------------------------- | -------------------- | -------------------------------------------------------------------- | -------------------------------------------------------------------- | ------------------------------------------------------------ |
| 26 november 2010 | Kuusamo, Finland            | HS142 / 10 km        | Jason Lamy-Chappuis (FRA)                                            | Eric Frenzel (GER)                                                   | Mario Stecher (AUT)                                          |
| 27 november 2010 | Kuusamo, Finland            | HS142 / 10 km        | Felix Gottwald (AUT)                                                 | Mikko Kokslien (NOR)                                                 | Jason Lamy-Chappuis (FRA)                                    |
| 4 december 2010  | Lillehammer, Norge          | HS138 / 10 km        | Mikko Kokslien (NOR)                                                 | Jason Lamy-Chappuis (FRA)                                            | Felix Gottwald (AUT)                                         |
| 5 december 2010  | Lillehammer, Norge          | HS138 / 10 km        | Jason Lamy-Chappuis (FRA)                                            | Mikko Kokslien (NOR)                                                 | Mario Stecher (AUT)                                          |
| 18 december 2010 | Ramsau, Österrike           | HS98 / 4x 5 km lag   | Mario Stecher (AUT)                                                  | Björn Kircheisen (GER)                                               | Johannes Rydzek (GER)                                        |
| 19 december 2010 | Ramsau, Österrike           | HS98 / 10 km         | Mario Stecher (AUT)                                                  | Tino Edelmann (GER)                                                  | Eric Frenzel (GER)                                           |
| 8 januari 2011   | Schonach, Tyskland          | HS106 / 10 km        | Felix Gottwald (AUT)                                                 | Mario Stecher (AUT)                                                  | Bernhard Gruber (AUT)                                        |
| 15 januari 2011  | Seefeld in Tirol, Österrike | HS106 / 10 km *      | Jason Lamy-Chappuis (FRA)                                            | Magnus Moan (NOR)                                                    | Mikko Kokslien (NOR)                                         |
| 16 januari 2011  | Seefeld in Tirol, Österrike | HS106 / 10 km *      | Magnus Moan (NOR)                                                    | Jason Lamy-Chappuis (FRA)                                            | David Kreiner (AUT)                                          |
| 22 januari 2011  | Chaux-Neuve Frankrike       | HS117 / 10 km        | David Kreiner (AUT)                                                  | Mikko Kokslien (NOR)                                                 | Felix Gottwald (AUT)                                         |
| 23 januari 2011  | Chaux-Neuve Frankrike       | HS117 / 10 km        | Jason Lamy-Chappuis (FRA)                                            | Felix Gottwald (AUT)                                                 | Mikko Kokslien (NOR)                                         |
| 26 februari 2011 | Oslo, Norge (Skid-VM)       | HS106 / 10 km        | Eric Frenzel (GER)                                                   | Tino Edelmann (GER)                                                  | Felix Gottwald (AUT)                                         |
| 28 februari 2011 | Oslo, Norge (Skid-VM)       | HS106 / 4 x 5 km lag | Österrike David Kreiner Bernhard Gruber Felix Gottwald Mario Stecher | Tyskland Johannes Rydzek Björn Kircheisen Tino Edelmann Eric Frenzel | Norge Jan Schmid Magnus Moan Mikko Kokslien Håvard Klemetsen |
| 2 mars 2011      | Oslo, Norge (Skid-VM)       | HS134 / 10 km        | Jason Lamy-Chappuis (FRA)                                            | Johannes Rydzek (GER)                                                | Eric Frenzel (GER)                                           |
| 4 mars 2011      | Oslo, Norge (Skid-VM)       | HS134 / 4 x 5 km lag | Österrike Bernhard Gruber David Kreiner Felix Gottwald Mario Stecher | Tyskland Johannes Rydzek Björn Kircheisen Eric Frenzel Tino Edelmann | Norge Mikko Kokslien Håvard Klemetsen Jan Schmid Magnus Moan |
| 11 mars 2011     | Lahtis, Finland             | HS 130 / 10 km       | Björn Kircheisen (GER)                                               | Eric Frenzel (GER)                                                   | Jason Lamy-Chappuis (FRA)                                    |
| 12 mars 2011     | Lahtis, Finland             | HS 130 / 10 km       | Johannes Rydzek (GER)                                                | Eric Frenzel (GER)                                                   | Felix Gottwald (AUT)                                         |

### Lagtävlingar
| Omgång | Datum       | Ort                         | Disciplin                | Etta                                                         | Tvåa                                                                  | Trea                                                                           |  |
| ------ | ----------- | --------------------------- | ------------------------ | ------------------------------------------------------------ | --------------------------------------------------------------------- | ------------------------------------------------------------------------------ |  |
| 1      | 9 Jan 2011  | Schonach, Tyskland          | HS 106 / 4 x 5 kilometer | inställd, flyttad till 14 januari                            |                                                                       |                                                                                |  |
| 2      | 14 Jan 2011 | Seefeld in Tirol, Österrike | HS 106 / 4 x 5 km        | Norge Magnus Moan Håvard Klemetsen Jan Schmid Mikko Kokslien | Österrike Felix Gottwald Wilhelm Denifl David Kreiner Bernhard Gruber | Frankrike François Braud Maxime Laheurte Sébastien Lacroix Jason Lamy-Chappuis |  |

## Världscupen

### Totalt
| Pos. | Namn                      | Poäng |
| ---- | ------------------------- | ----- |
| 1.   | Jason Lamy-Chappuis (FRA) | 894   |
| 2.   | Mikko Kokslien (NOR)      | 656   |
| 3.   | Felix Gottwald (AUT)      | 638   |
| 4.   | Eric Frenzel (GER)        | 554   |
| 5.   | Mario Stecher (AUT)       | 481   |
| 6.   | Johannes Rydzek (GER)     | 442   |
| 7.   | Björn Kircheisen (GER)    | 435   |
| 8.   | Jan Schmid (NOR)          | 394   |
| 9.   | Tino Edelmann (GER)       | 389   |
| 10.  | David Kreiner (AUT)       | 346   |

| Pos. | Namn                    | Poäng |
| ---- | ----------------------- | ----- |
| 11.  | Akito Watabe (JPN)      | 315   |
| 12.  | Magnus Moan (NOR)       | 293   |
| 13.  | Lukas Runggaldier (ITA) | 274   |
| 14.  | Håvard Klemetsen (NOR)  | 256   |
| 15.  | Sébastien Lacroix (FRA) | 245   |
| 16.  | Bernhard Gruber (AUT)   | 231   |
| 17.  | Wilhelm Denifl (AUT)    | 217   |
| 18.  | Janne Ryynänen (FIN)    | 212   |
| 19.  | François Braud (FRA)    | 193   |
| 20.  | Christoph Bieler (AUT)  | 128   |

| Pos. | Namn                    | Poäng |
| ---- | ----------------------- | ----- |
| 21.  | Seppi Hurschler (SUI)   | 120   |
| 21.  | Alessandro Pittin (ITA) | 120   |
| 23.  | Miroslav Dvořák (CZE)   | 106   |
| 23.  | Espen Rian (NOR)        | 106   |
| 25.  | Todd Lodwick (USA)      | 103   |
| 26.  | Maxime Laheurte (FRA)   | 97    |
| 27.  | Ronny Heer (SUI)        | 88    |
| 28.  | Tomáš Slavík (CZE)      | 86    |
| 29.  | Lukas Klapfer (AUT)     | 84    |
| 30.  | Bryan Fletcher (USA)    | 75    |

### Nationscupen
| Pos. | Nation    | Poäng |
| ---- | --------- | ----- |
| 1.   | Österrike | 2586  |
| 2    | Norge     | 2230  |
| 3.   | Tyskland  | 2148  |
| 4.   | Frankrike | 1729  |
| 5.   | Japan     | 653   |
| 6.   | Italien   | 629   |
| 7.   | USA       | 322   |
| 8.   | Schweiz   | 305   |
| 9.   | Finland   | 251   |
| 10.  | Tjeckien  | 208   |